# إيفرت دبليو. ستيوارت
إيفرت دبليو. ستيوارت (بالإنجليزية: Everett W. Stewart)‏ هو ضابط أمريكي، ولد في 18 يوليو 1915 في أبيلين في الولايات المتحدة، وتوفي في 9 فبراير 1982 في سان أنطونيو في الولايات المتحدة.